# Punto de inflexión

Gráfico de y = f(x) con un punto de inflexión en a.

En la matemática, un punto de inflexión de una función, es un punto donde los valores de una función continua en x pasan de un tipo de concavidad a otra. La curva «atraviesa» la tangente. Matemáticamente, la segunda derivada de la función f en el punto de inflexión es cero, o no existe.
En el cálculo de varias variables a estos puntos de inflexión se les conoce como puntos de ensilladura.

## Cálculo de los puntos de inflexión en funciones reales derivables de variable real
En las funciones derivables reales de una variable real, para hallar estos puntos de inflexión, basta con igualar la segunda derivada de la función a cero y despejar los puntos de x que cumplen esta condición. Los puntos obtenidos deberán ser sustituidos en la derivada tercera o sucesivas hasta que nos dé un valor diferente de cero. Cuando esto suceda, si la derivada para la que es distinto de cero es impar, se trata de un punto de inflexión; pero, si se trata de derivada par, no lo es. Más concretamente:
1. Se halla la primera derivada de {\displaystyle f\rightarrow f'(x)}
2. Se halla la segunda derivada de {\displaystyle f\rightarrow f''(x)}
3. Se halla la tercera derivada de {\displaystyle f\rightarrow f'''(x)}
4. Se iguala la segunda derivada a 0: {\displaystyle f\,''(x)=0}
5. Se despeja la variable independiente y se obtienen todos los valores posibles de la misma: {\displaystyle x={\big \{}x_{1},x_{2},...,x_{n}/f''(x_{i})=0\quad \forall i=1,2,...,n{\big \}}}.
6. Se halla la imagen de cada {\displaystyle x_{i}\,}sustituyendo la variable dependiente en la función.
7. Ahora, en la tercera derivada, se sustituye cada {\displaystyle x_{i}\,}:
  1. Si {\displaystyle f'''\,(x_{i})\neq 0}, se tiene un punto de inflexión en {\displaystyle P\,(x_{i},f(x_{i}))}.
  2. Si {\displaystyle f'''\,(x_{i})=0}, debemos sustituir {\displaystyle x_{i}\,} en las sucesivas derivadas hasta sea distinto de cero. Cuando se halle la derivada para la que {\displaystyle x_{i}\,} no sea nulo, hay que ver qué derivada es:
    1. Si la derivada es impar, se trata de un punto de inflexión.
    2. Si la derivada es par, no se trata de un punto de inflexión.

La ecuación {\displaystyle f(x)=x^{4}+2x} no tiene puntos de inflexión, porque la derivada segunda es siempre mayor o igual a cero, por tanto no hay cambio de concavidad dado que es no negativa en todo su dominio. Sin embargo en {\displaystyle x_{0}=0} la derivada segunda se anula y la primera derivada no nula en {\displaystyle x_{0}=0} es la derivada cuarta, que es par. Obsérvese que {\displaystyle f} tampoco presenta un extremo en {\displaystyle x_{0}}.

## Galería de ejemplos

### Derivada igual a cero
Función continua y derivable en a
f'(a)= 0
Función creciente para x < a.
Función decreciente para x > a.
Función estacionaria en a.
Para x < a la función es cóncava.
Para x > a la función es cóncava.
Para x = a máximo relativo.
Función continua y derivable en a
f'(a)= 0
Función decreciente para x < a.
Función creciente para x > a.
Función estacionaria en a.
Para x < a la función es convexa.
Para x > a la función es convexa.
Para x = a mínimo relativo.
Función continua y derivable en a
f'(a)= 0
Función creciente para x < a.
Función creciente para x > a.
Función estacionaria en a.
Para x < a la función es cóncava.
Para x > a la función es convexa.
Para x = a punto de inflexión.
Función continua y derivable en a
f'(a)= 0
Función decreciente para x < a.
Función decreciente para x > a.
Función estacionaria en a.
Para x < a la función es convexa.
Para x > a la función es cóncava.
Para x = a punto de inflexión.

### Derivada mayor que cero
Función continua y derivable en a
f'(a)> 0
Función creciente para x < a.
Función creciente para x > a.
Función creciente en a.
Para x < a la función es convexa.
Para x > a la función es cóncava.
Para x = a punto de inflexión.
Función continua y derivable en a
f'(a)> 0
Función creciente para x < a.
Función creciente para x > a.
Función creciente en a.
Para x < a la función es convexa.
Para x > a la función es convexa.
Para x = a punto de tangencia.
Función continua y derivable en a
f'(a)> 0
Función creciente para x < a.
Función creciente para x > a.
Función creciente en a.
Para x < a la función es cóncava.
Para x > a la función es cóncava.
Para x = a punto de tangencia.
Función continua y derivable en a
f'(a)> 0
Función creciente para x < a.
Función creciente para x > a.
Función creciente en a.
Para x < a la función es cóncava.
Para x > a la función es convexa.
Para x = a punto de inflexión.

### Derivada menor que cero
Función continua y derivable en a
f'(a)< 0
Función decreciente para x < a.
Función decreciente para x > a.
Función decreciente en a.
Para x < a la función es cóncava.
Para x > a la función es cóncava.
Para x = a punto de tangencia.
Función continua y derivable en a
f'(a)< 0
Función decreciente para x < a.
Función decreciente para x > a.
Función decreciente en a.
Para x < a la función es cóncava.
Para x > a la función es convexa.
Para x = a punto de inflexión.
Función continua y derivable en a
f'(a)< 0
Función decreciente para x < a.
Función decreciente para x > a.
Función decreciente en a.
Para x < a la función es convexa.
Para x > a la función es cóncava.
Para x = a punto de inflexión.
Función continua y derivable en a
f'(a)< 0
Función decreciente para x < a.
Función decreciente para x > a.
Función decreciente en a.
Para x < a la función es convexa.
Para x > a la función es convexa.
Para x = a punto de tangencia.

### Derivada infinita
Función continua y derivable en a
Función creciente para x < a.
Función creciente para x > a.
Función creciente en a.
Para x < a la función es convexa.
Para x > a la función es cóncava.
Para x = a punto de inflexión vertical.
Función continua y derivable en a
Función decreciente para x < a.
Función decreciente para x > a.
Función decreciente en a.
Para x < a la función es cóncava.
Para x > a la función es convexa.
Para x = a punto de inflexión vertical.